# シルヴァン・レヴィ
シルヴァン・レヴィ（Sylvain Lévi、1863年3月28日 - 1935年10月30日）は、フランスの東洋学者、インド学者。

## 経歴・生涯
シルヴァン・レヴィはパリに生まれた。家族はユダヤ系アルザス人の血を引いていた。友人の父がエルネスト・ルナンの知り合いであり、ルナンの勧めに従って高等研究実習院でアベル・ベルゲーニュにサンスクリットを学んだ。1884年にアジア協会に入会し、ロンドンを訪れてインド省の所有するインドの写本の調査を行った。1885年に『ブリハットカターマンジャリー』の作者クシェーメーンドラを主題として最初の論文を書いた。
1888年にベルゲーニュが事故死すると、レヴィはその後任として25歳で高等研究実習院のサンスクリット主任に就任した。1890年に博士の学位を取得した。1894年には高等研究実習院を去ってコレージュ・ド・フランスのサンスクリット教授に就任し、没するまでその職にあった。レヴィはサンスクリットに加えてチベット語と中国語を学び、エドゥアール・シャヴァンヌと協力しあって仏教の歴史を研究した。
1897年にインドとネパール各地を訪問した後、日本を訪れ、シベリア経由で帰国した。レヴィのネパール研究は大著『ネパール』にまとめられた。
1913年にトカラ語写本の研究のためにサンクトペテルブルクを訪れた。
レヴィはユダヤ人の権利のために早くから努力した。1885年にユダヤ学会に入会し、1903年から翌年にかけてその会長をつとめた。ドレフュス事件ではドレフュスを擁護する側に立ち、1898年に世界イスラエル同盟の中央協議会に参加した。第一次世界大戦中にフランスのシオニスト学協議会のためにエジプト・シリア・パレスチナおよびアメリカ合衆国を訪問した。またパリ講和会議には世界イスラエル同盟の利益代表として出席した。1920年に同盟の会長に選出され、没するまでその地位にあった。パレスチナにユダヤ人の国家を作ることは西洋のユダヤ人の市民権剥奪につながるとして反対した。
1921年に再びインド・ネパール各地を訪問した後、東南アジアを経由して日本に渡った。東京帝国大学で講義を行ったのち、中国・ソ連をまわって1923年に帰国した。
1925年にはアジア協会の副会長、1928年からは会長に就任した。
1926年から1928年まで三たび日本に滞在し、日仏会館の初代所長をつとめた。1927年に「日仏会館学報」を創刊し、また高楠順次郎とともに日本と中国の文献による巨大な仏教百科事典『法宝義林』の編纂を開始した。『法宝義林』は1937年に第4巻が出版された後に第二次世界大戦により中断したが、その後再開して1979年に第5巻が出版、現在も刊行中である。ジャワ、バリ、インド、ネパールを訪問した後に帰国した。

## 主な業績
シルヴァン・レヴィの研究対象は多方面にわたる。最初はインド文学を研究した。ついでインドとネパールの歴史の研究を行った。サンスクリットとともにチベット語と中国語を学んで仏教の伝播について研究し、さらにトカラ語の解読にも及んだ。
早期の著書には『インドの演劇』(1890)、「仏教とギリシア人」(1891)、『ブラーフマナにおける犠牲の教義』(1898)などがある。『インドの演劇』において、レヴィはインドの演劇がギリシアの影響で成立したという説を否定した。
- Le théatre indien. Paris. (1890)
- “Le bouddhisme et les grecs”. Revue de l'histoire des religions 23:  36-49. (1891).
- La doctrine du sacrifice dans les Brâhmaṇas. Paris. (1898)

ネパール研究の主著は1905-1908年の『ネパール』（全3巻）である。
- Le Népal: étude historique d'un royaume hindou. 1. Paris. (1905) 第2巻

レヴィはネパールで『大乗荘厳経論』や『中辺分別論』のサンスクリット写本を発見した。『中辺分別論』については山口益によって紹介された。
- Mahāyāna-Sūtrālaṃkāra. Paris. (1908-1911)（大乗荘厳経論）
- Vijñaptimātratāsiddhi: deux traités de Vasubandhu: Viṃśatikā et Triṃśikā. Paris. (1925)（唯識二十論と唯識三十頌）

レヴィはアントワーヌ・メイエとともにトカラ語B（クチャ語）の解読と翻訳を行った。
- “Le « tokharien B », langue de Koutcha”. Journal asiatique IIe série 2:  311-380. (1913).
- Fragments de textes koutchéens. Paris. (1933)

以下の書物が日本語訳されている。
- L'Inde et le Monde. Paris. (1926)
  - 山田龍城 訳『仏教人文主義』大雄閣書房、1928年。［再版］人間の科学社、1973年。
- Indochine. Paris. (1931)（レヴィの指導の下に作られたパリの植民地博覧会の図録）
  - 村松嘉津 訳『仏印文化概説』興風館、1943年。
- L'Inde civilisatrice : aperçu historique. Paris. (1938)（没後に出版）
  - 山口益; 佐々木教悟 訳『インド文化史：上古よりクシャーナ時代まで』平楽寺書店、1958年。